# Electrical Experimenter

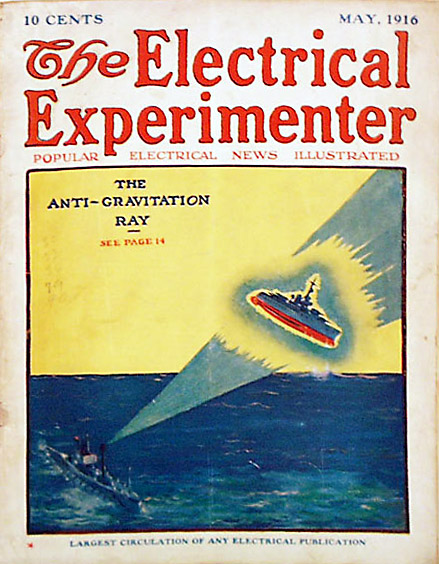
«Electrical Experimenter», май 1916 года

«Electrical Experimenter» — ежемесячный научно-популярный журнал, основанный Хьюго Гернсбеком в 1913 году вместо проданного им «Modern Electrics». По сравнению с прежним проектом, «Electrical Experimenter» выпускался в формате, позволяющим давать больше иллюстраций и фотографий. Журнал изначально был рассчитан на более молодёжную аудиторию и предназначался для стимулирования интереса к технике.
Эту же цель преследовали популярные статьи о будущих изобретениях, которые позже были подкреплены публикациями научно-фантастических рассказов, написанных как самим Гернсбеком, так и привлечёнными им авторами, среди которых были Томас У. Бенсон, Джордж Ф. Страттон, Г. Уинфилд Секор, Чарлз Маги Адамс. Как правило, это были лишь слегка беллетризованные научно-популярные трактаты. Появление в журнале фантастических рассказов стимулировалось также введением военной цензуры, которая запрещала публикацию материалов об изобретениях, могущих иметь военное применение — рассказы о вымышленных изобретениях будущего, однако, цензура в печать поначалу пропускала.
С 1914 года с журналом начинает постоянно сотрудничать художник Фрэнк Р. Пауль — будущий первый классик научно-фантастической журнальной обложки.
Постепенно тематика журнала расширялась и помимо электротехники публикации стали затрагивать все новые и новые темы науки и изобретательства. Это привело к тому, что начиная с августа 1920 года журнал был переименован в «Science and Invention», а специально для радиолюбителей Гернсбек начал выпускать журнал «Radio News».